# Bill Weld
William Floyd (Bill) Weld (Smithtown (New York), 31 juli 1945) is een Amerikaans politicus van de Republikeinse Partij. Hij was de gouverneur van Massachusetts van 1991 tot 1997. In 2016 was hij vicepresidentskandidaat voor de Libertarische Partij in de Amerikaanse presidentsverkiezingen van 2016. Op 16 april 2019 maakte hij bekend kandidaat te zijn voor de nominatie van de Republikeinse Partij voor president voor de Amerikaanse presidentsverkiezingen van 2020.
Weld studeerde aan de Universiteit van Oxford.
- Gemeinsame Normdatei: 1174915358
- International Standard Name Identifier: 0000 0001 1688 6051
- Library of Congress Control Number: n86128606
- SNAC: w6vn4t85
- Virtual International Authority File: 94126457
- WorldCat: E39PBJdh3K6Wfxq7wbGTGDTvHC